# Šenovská naučná stezka
Šenovská naučná stezka, nazývaná také naučná stezka Město Šenov, je naučná stezka v Šenově a jeho okolí. Nachází se v okrese Ostrava-město v Moravskoslezském kraji. Otevřena byla v roce 2004 a skládá se ze dvou okruhů. Malý okruh měří 1,5 km a má 6 zastavení, velký okruh 10 km a 7 zastavení. V seznamu tras KČT má číslo 9698.

## Vedení trasy
Malý okruh začíná na Radničním náměstí, pokračuje ulicemi Vráclavská a Kostelní okolo zámeckého parku a kostela Prozřetelnosti Boží do Obecní ulice a končí v Zámecké ulici u zámku (dnes ZUŠ).
Velký okruh začíná taktéž na Radničním náměstí, pokračuje Hlavní ulicí a po ní přes železniční trať, aby pak odbočil doprava na ulici Volenskou. Z ní vede odbočka k Volenskému rybníku a na nádraží. Poté vede chvíli podél Frýdeckého potoka, Šajarskou ulicí, ulicí K Pískovině a Frýdeckou, kde se kousek vrací zpět, aby pokračoval ulicí U Hřiště a Březůvka k lesu Bobčok (Babčok). V lese Bobčok je krátká odbočka ke studánce Bobčok 1 a studánce Bobčok 2. Pokračuje přes les a ulicemi U Lesa a Okružní do Škrbně. Následně se znovu napojuje na Hlavní ulici - silnici II/473 a po ní přes železniční trať a Lučinu vrací na Radniční náměstí.

## Zastavení

### Malý okruh
- Radniční náměstí
- Lipová ulice
- Zámecký park
- Kostel Prozřetelnosti Boží
- Podzámčí
- Základní umělecká škola Viléma Wünsche – bývalý zámek

## Galerie

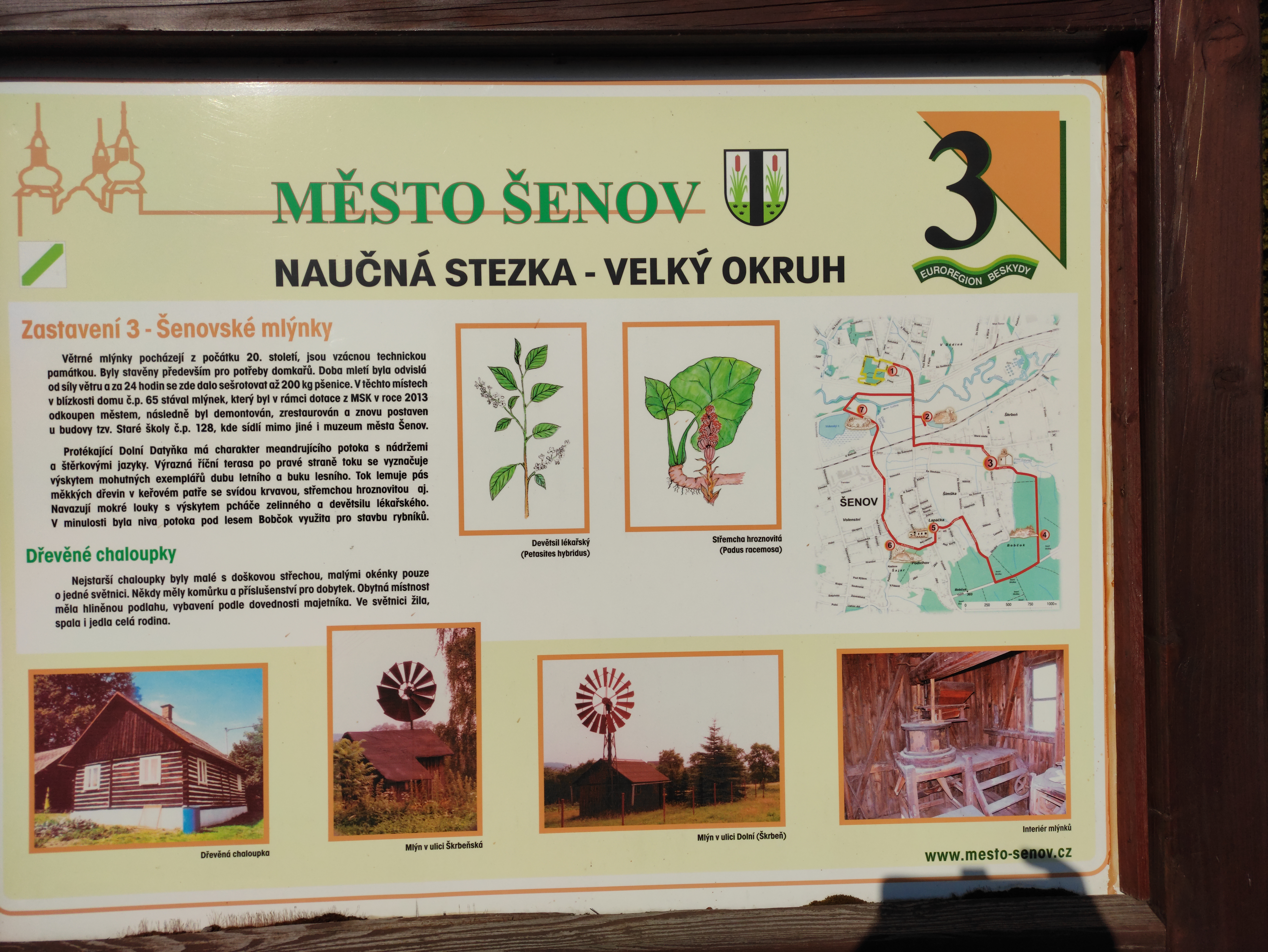
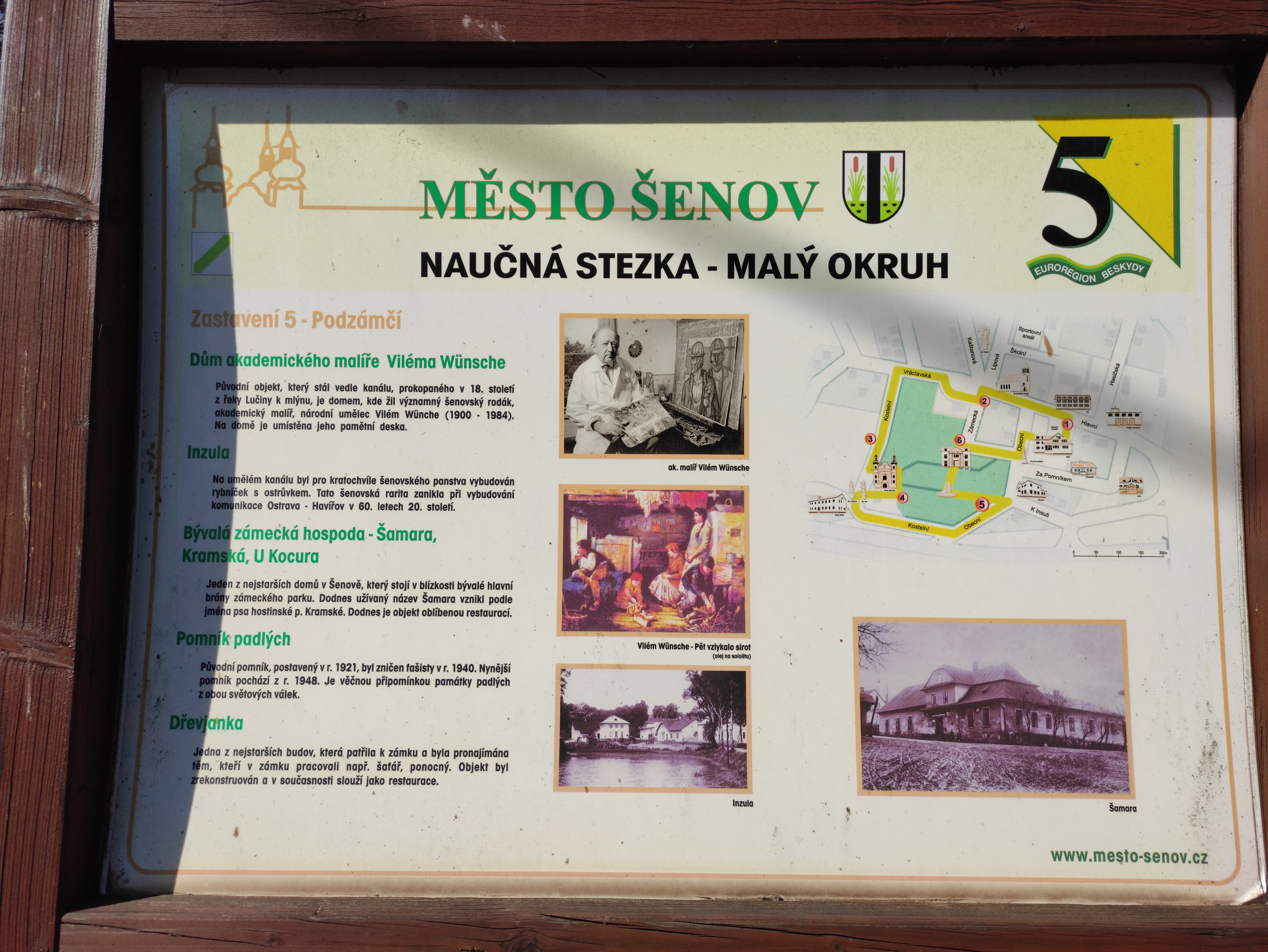
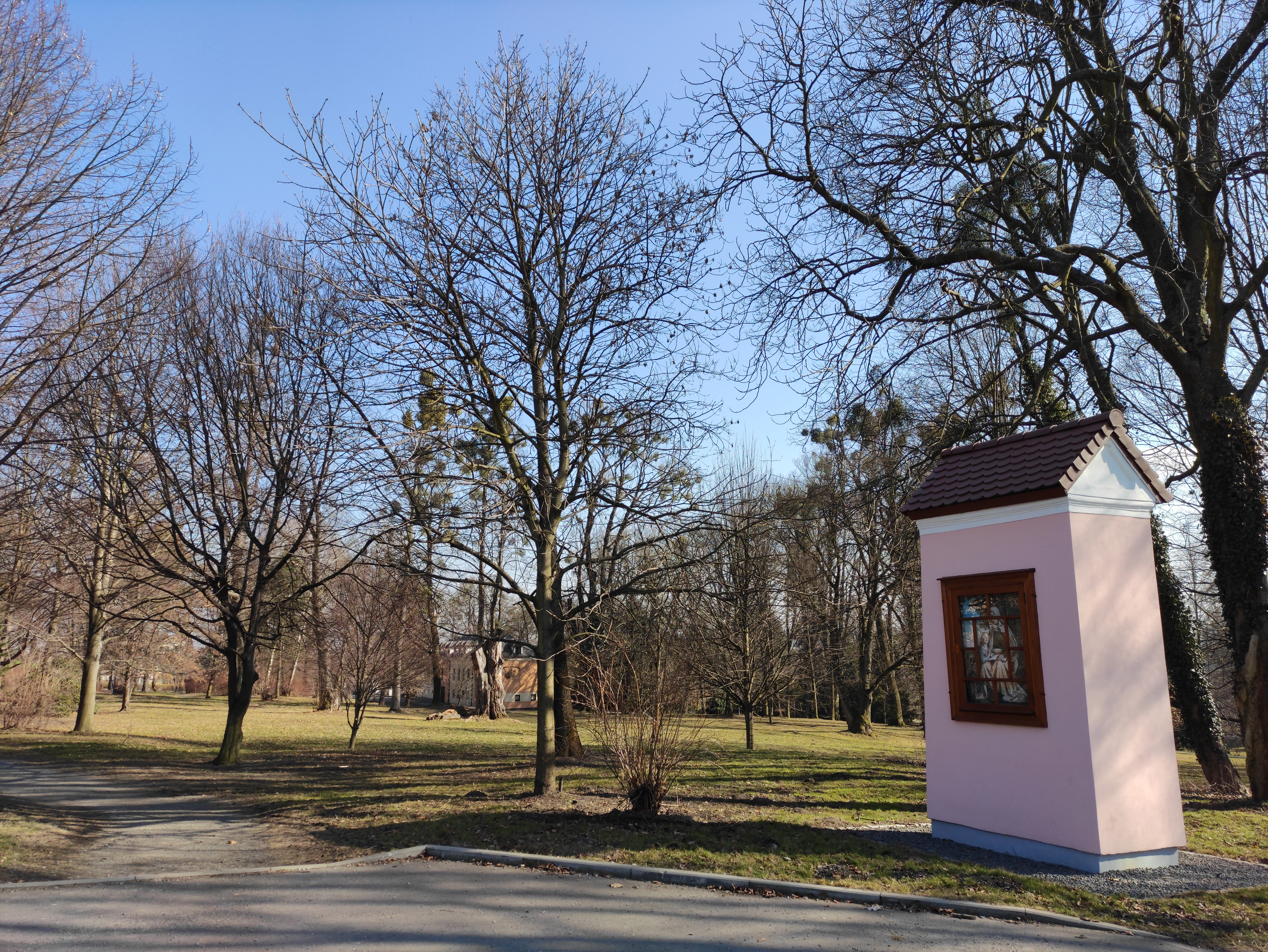
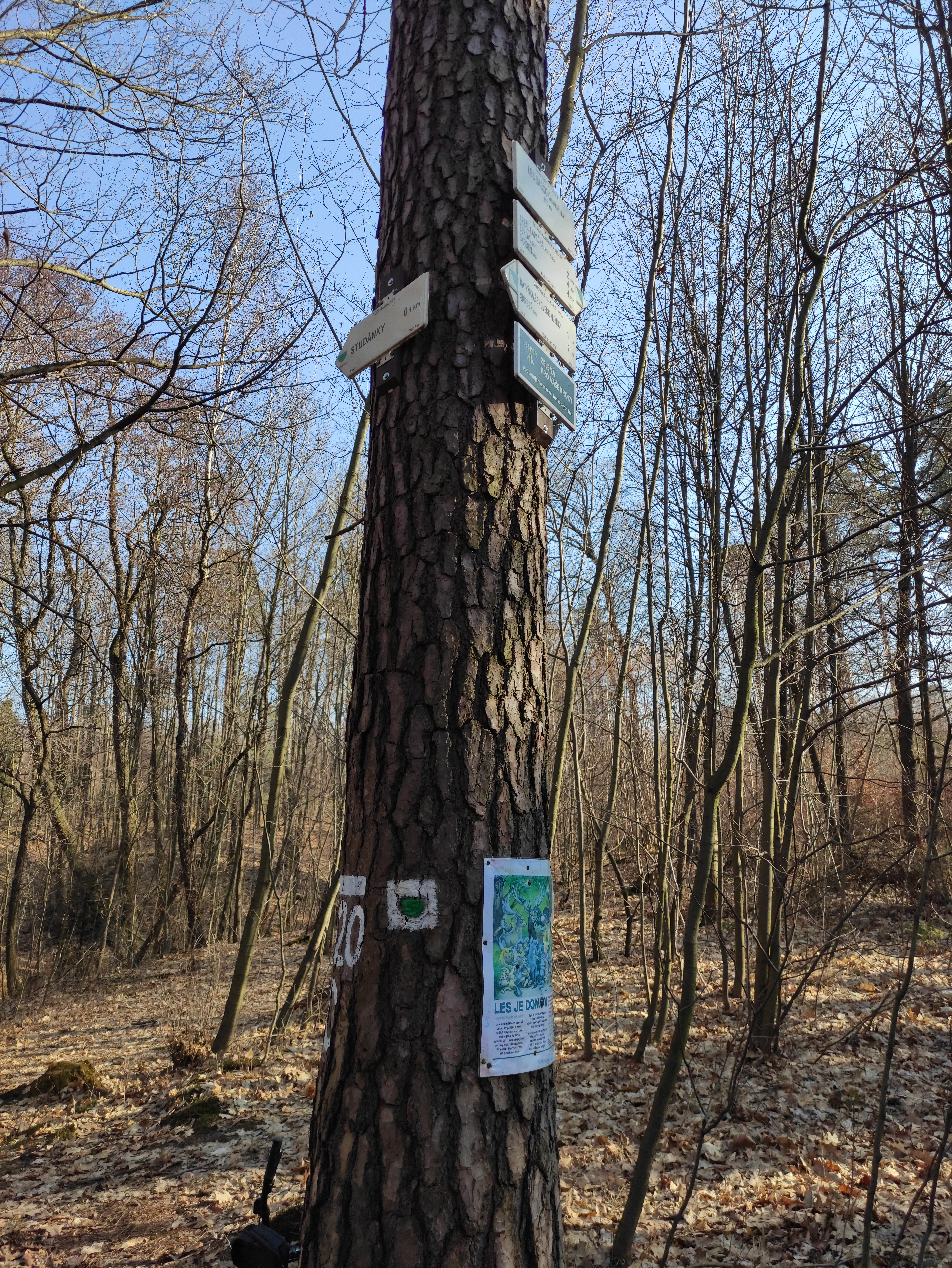
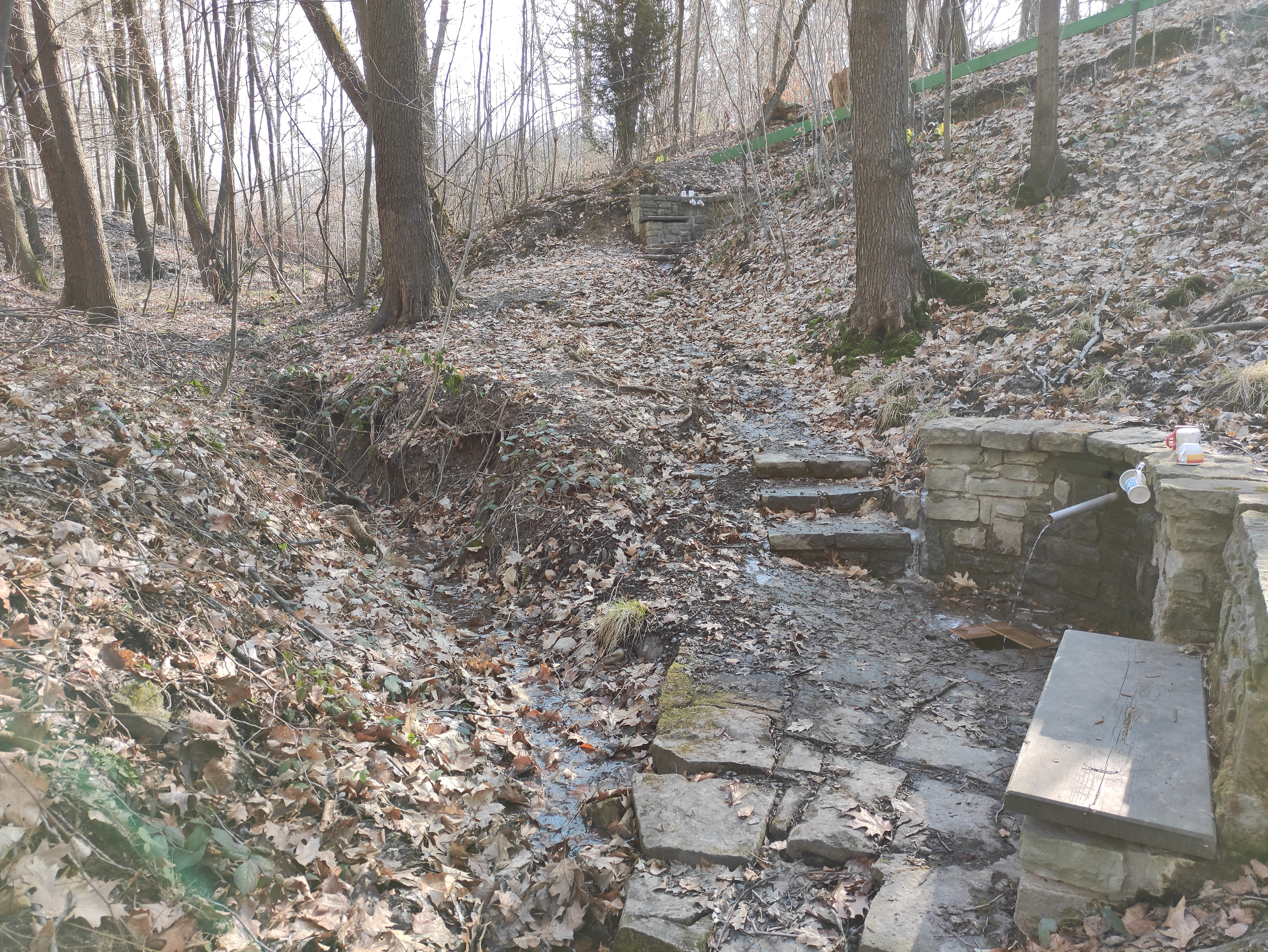
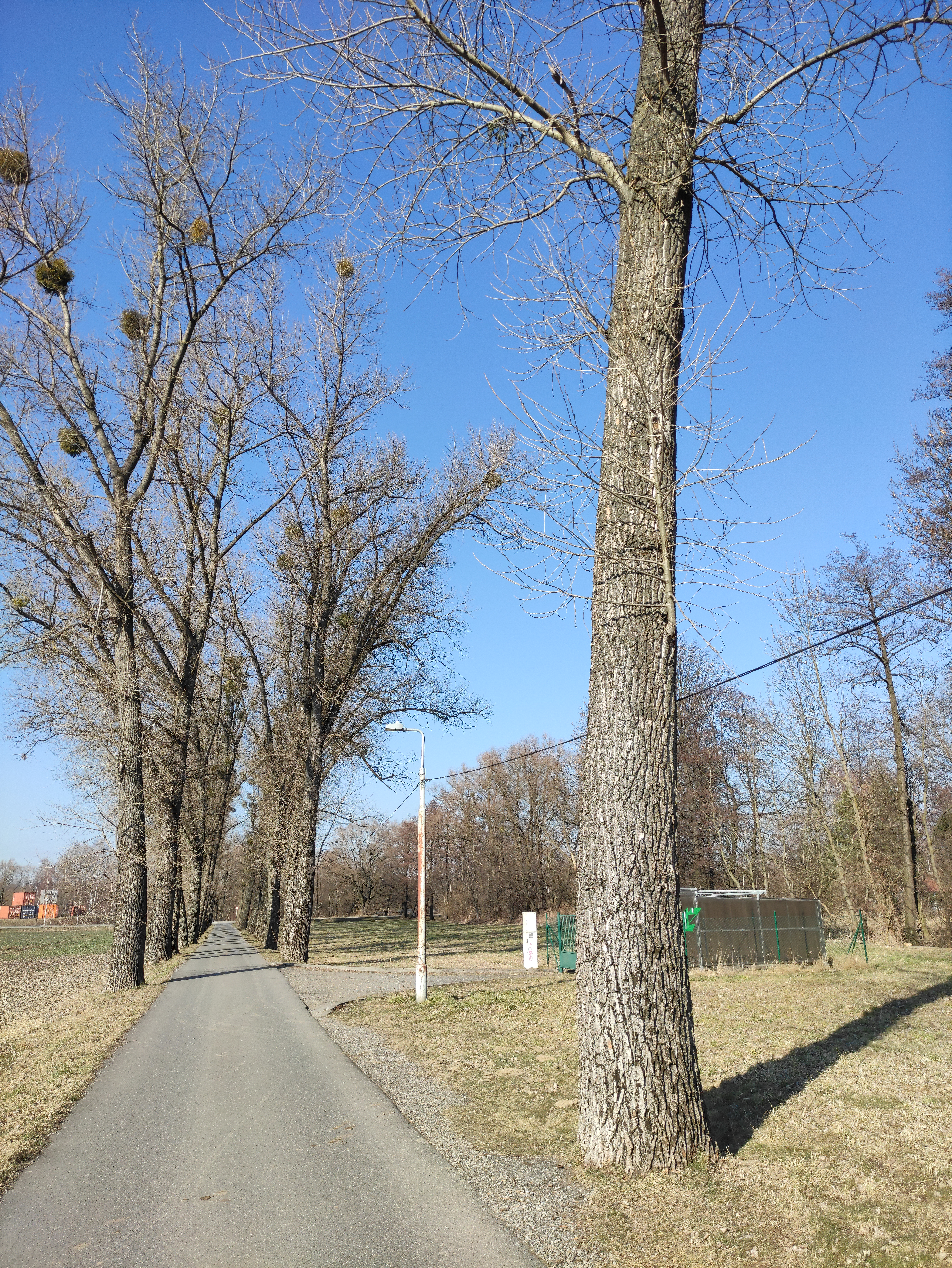
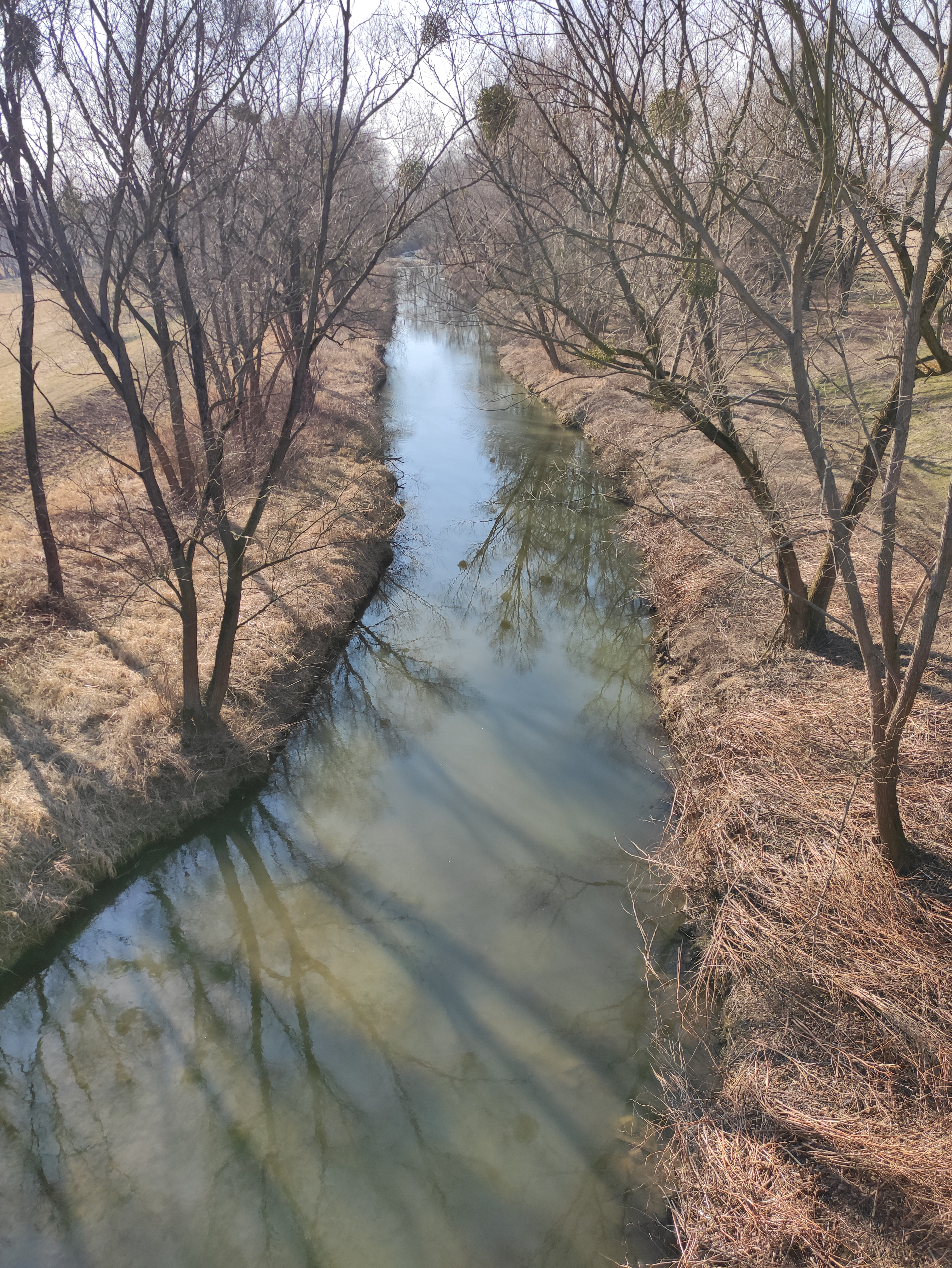
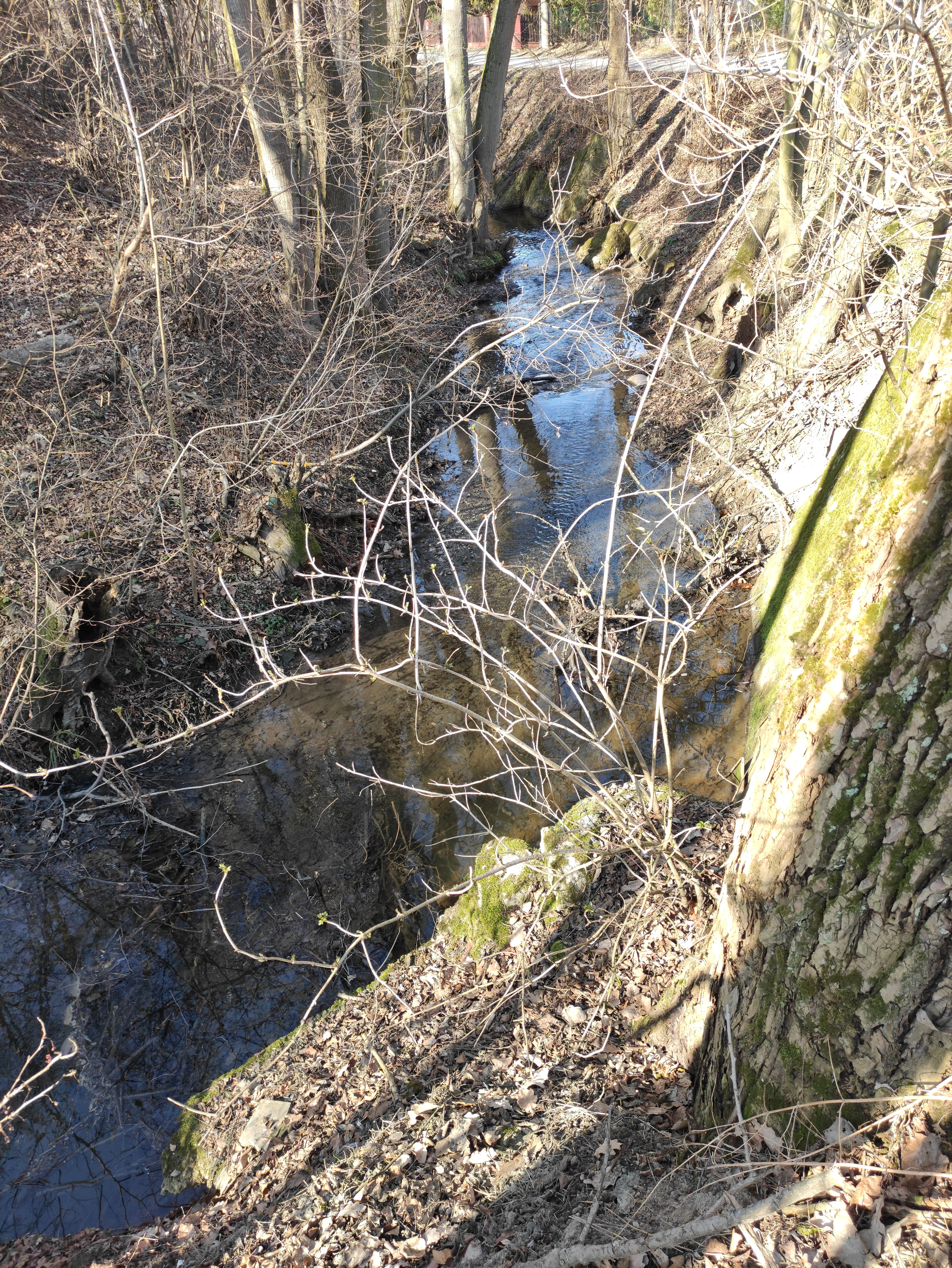
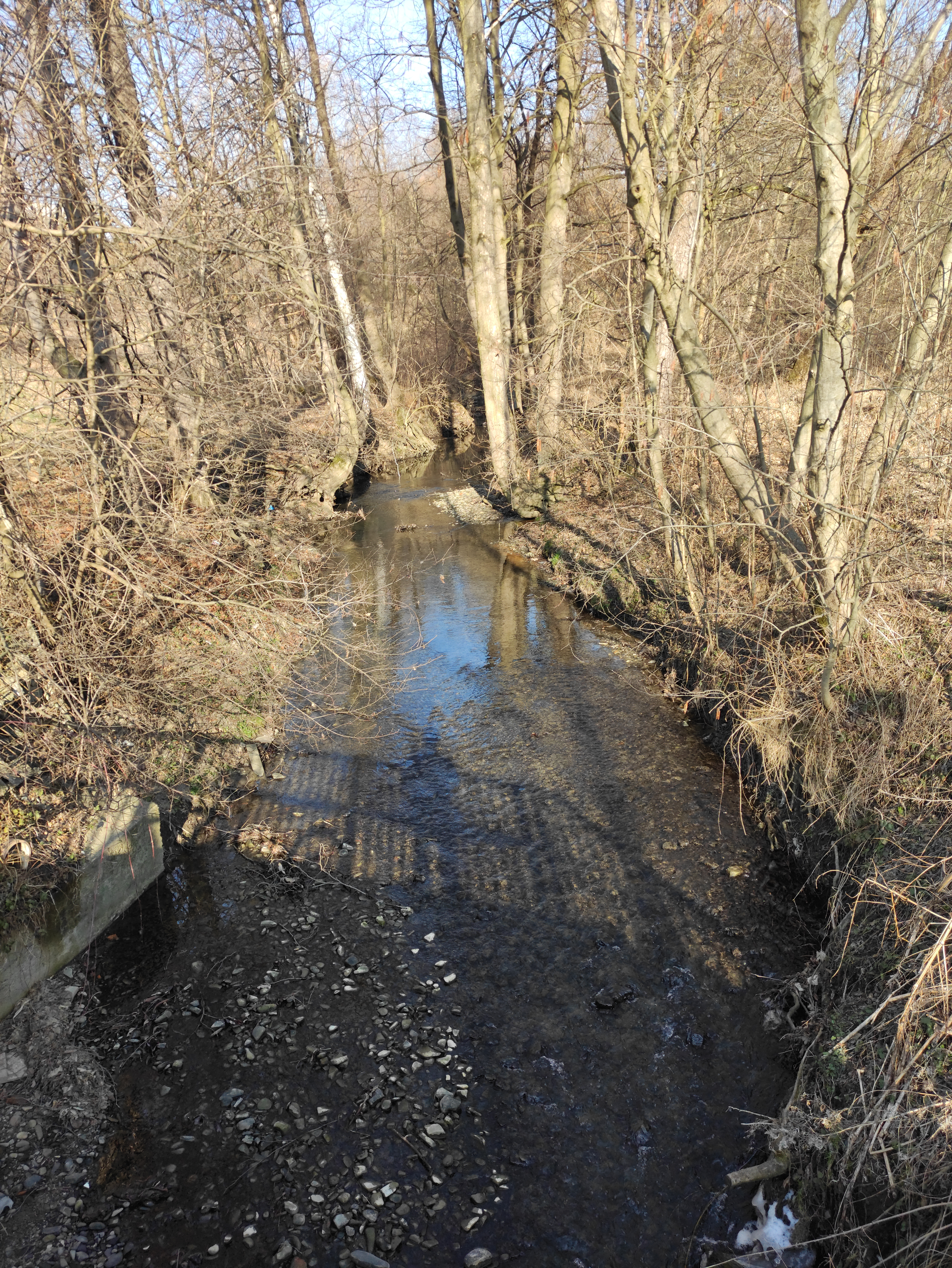

### Velký okruh
- Radniční náměstí
- Řeka Lučina
- Šenovské mlýnky
- Bobčok
- Lapačka
- K Pískovně
- Šenovské rybníky